# Hesperinus hyalopterus
Hesperinus hyalopterus är en tvåvingeart som beskrevs av Skartveit 2009. Hesperinus hyalopterus ingår i släktet Hesperinus och familjen Hesperinidae. Inga underarter finns listade i Catalogue of Life.